# Your Monster
Your Monster es una película de comedia de terror romántica estadounidense de 2024, dirigida y escrita por Caroline Lindy, basada en su cortometraje de 2019 del mismo nombre. Está protagonizada por Melissa Barrera, Tommy Dewey, Edmund Donovan y Kayla Foster.
Your Monster fue estrenada en los Estados Unidos, el 25 de octubre de 2024.

## Argumento
Laura Franco es una joven actriz que sufre un diagnóstico de cáncer y una perturbadora ruptura de una relación cuando descubre un monstruo aterrador, pero extrañamente encantador, que vive en su armario.

## Reparto
- Melissa Barrera como Laura Franco
- Tommy Dewey como Monstruo
- Edmundo Donovan como Jacob
- Meghann Fahy como Jackie Dennon
- Kayla Foster como Mazie
- Brandon Victor Dixon como Will
- Kasey Bella Suarez como Laura
- Taylor Trensch como Scotty
- Lana Young como Ellyn Michaelson
- Matthew Lamb como Benji de joven
- Brian McCarthy como Dr. Kaufman
- Woody Fu como enfermero Roger
- Katy Grenfell como enfermera Bonnie
- Ikechukwu Ufomadu como Don
- Reese Grande como Mazie de joven
- Megan Haley como Taylor

## Producción
Tu monstruo es de Merman Productions.Lindy y Kayla Foster produjeron, con Shannon Reilly de Bombo Sports and Entertainment, y Kira Carstensen y Melanie Donkers de Mermade. Barrera describió el proyecto a Collider como una "película independiente increíble que fue muy satisfactoria para mí. Y me di cuenta de cómo las películas más pequeñas son más satisfactorias creativamente en cierto modo porque tienes mucho más voz y es como un verdadero esfuerzo de equipo". Es como si básicamente todo el mundo estuviera sacrificando mucho para hacer algo con un presupuesto muy bajo y hacerlo lucir bien y hacerlo lo mejor posible, y tener grandes esperanzas en algo sabiendo que no tienes el enorme respaldo de "Un estudio. Creo que te da más hambre".  Con la noticia del proyecto poco después del lanzamiento de su segunda película en la franquicia Scream , algunos llamaron a Berrera la nueva "reina del grito". 

### Rodaje
La película se rodó en veinte días en Hoboken, Nueva Jersey. 

## Estreno
La película se estrenó en la sección Midnight del Festival de Cine de Sundance de 2024 el 18 de enero de 2024.  En marzo de 2024, Vertical Entertainment adquirió los derechos de distribución de la película.  Se estrenó el 25 de octubre de 2024.